# Джеральдін Пейдж
Джеральдин Пейдж (англ. Geraldine Page, 22 листопада 1924 — 13 червня 1987) — американська акторка, лауреат премії «Оскар» у 1986 році.

## Фільмографія
- 1953 — Хондо / Hondo
- 1981 — Шосе Хонкі-Тонк / Honky Tonk Freeway
- 1984 — Хрещений батько Гринвіч-Віллидж / The Pope of Greenwich Village